# J2 League
J2 League (jap. J2リーグ J2 Rīgu) w skrócie J2 – druga w hierarchii ligowej klasa rozgrywkowa w piłce nożnej mężczyzn w Japonii. Zarządzana jest przez J.League. Podobnie jak J1 League, jej sponsorem tytularnym jest japońskie przedsiębiorstwo ubezpieczeniowe Meiji Yasuda, przez co oficjalna nazwa brzmi Meiji Yasuda J2 League (jap. 明治安田生命J2リーグ). Do sezonu 2014 liga nosiła nazwę J.League Division 2. W J2 League gra 22 kluby, z których mistrz i wicemistrz awansują bezpośrednio do J1 League, kluby z miejsc 3-6 rozgrywają mecze barażowe, których zwycięzca wygrywa awans do J1 League, a dwa ostatnie kluby spadają do J3 League.
Drugi poziom rozgrywkowy w Japonii istnieje od 1972, jednak w obecnej formie, jako profesjonalne rozgrywki, istnieje od 1999. Wtedy w lidze występowało 10 klubów, z których jeden, Consadole Sapporo, był ostatnim klubem w J1 League, 9 pozostałych to kluby z Japan Football League, a były to Tokyo Gas, Montedio Yamagata, Ventforet Kōfu, Oita Trinita, Brummell Sendai, Sagan Tosu, Albirex Niigata oraz Omiya Ardija, które zajęły kolejno 1., 3., 4., 6., 7., 8., 11. i 12. miejsca w Japan Football League sezonu 1998. Kluby porozumiały się między sobą oraz Japan Football Association i tak powstała J.League Division 2, która była drugą najwyższą i drugą profesjonalną ligą piłkarską w Japonii. Pozostałe 7 klubów Japan Football League (Kawasaki Frontale, Honda Motors, Otsuka FC Vortis Tokushima, Denso SC, Sony Sendai, Mito HollyHock, Kokushikan University i Jatco SC) oraz świeżo utworzony klub Yokohama FC stworzyły nową, dziewięcioklubową Japan Football League. Dziś Japan Football League to czwarty poziom rozgrywkowy, a istniejąca od 2014 J3 League stanowi trzeci poziom rozgrywkowy.

## Struktura ligowa
Obecnie w rozgrywkach J2 League bierą udział 22 kluby (od sezonu 2012, a wcześniej: w sezonie 1999 występowało 10 zespołów, 2000 – 11, od 2001 do 2004 – 12, od 2006 do 2007 – 13, 2008 – 15, 2009 – 18, 2010 – 19, 2011 – 20). Mistrz i wicemistrz awansują bezpośrednio do J1 League, kluby z miejsc 3-6 rozgrywają mecze barażowe, których zwycięzca wygrywa awans do J1 League, a dwa ostatnie kluby spadają do J3 League.

## Kluby w sezonie 2021
| Klub                | Miejscowość | Poprzedni sezon |
| ------------------- | ----------- | --------------- |
| Albirex Niigata     | Niigata     | J2, 11.         |
| Blaublitz Akita     | Akita       | J3, 1.          |
| Ehime FC            | Matsuyama   | J2, 21.         |
| Fagiano Okayama     | Okayama     | J2, 14.         |
| Giravanz Kitakyūshū | Kitakyūshū  | J2, 5.          |
| JEF United          | Chiba       | J2, 14.         |
| Júbilo Iwata        | Iwata       | J2, 6.          |
| Kyoto Sanga         | Kioto       | J2, 8.          |
| Machida Zelvia      | Machida     | J2, 19.         |
| Matsumoto Yamaga    | Matsumoto   | J2, 13.         |
| Mito HollyHock      | Mito        | J2, 9.          |
| Montedio Yamagata   | Yamagata    | J2, 7.          |
| Omiya Ardija        | Saitama     | J2, 15.         |
| Renofa Yamaguchi    | Yamaguchi   | J2, 22.         |
| FC Ryukyu           | Okinawa     | J2, 16.         |
| SC Sagamihara       | Sagamihara  | J3, 2.          |
| Tochigi SC          | Utsunomiya  | J2, 10.         |
| Thespakusatsu Gunma | Maebashi    | J2, 20.         |
| V-Varen Nagasaki    | Isahaya     | J2, 3.          |
| Ventforet Kōfu      | Kōfu        | J2, 4.          |
| Tokyo Verdy         | Chōfu       | J2, 12.         |
| Zweigen Kanazawa    | Kanazawa    | J2, 18.         |